# Tino Bomelino
Tino Bomelino (* 1985 in Ost-Berlin als Tino Hartmann) ist ein deutscher Kabarettist und Entertainer.

## Leben und Karriere
Bomelino studierte nach dem Abitur und dem Zivildienst von 2006 bis 2014 Informatik an der Universität Stuttgart. Im Jahr 2009 absolvierte er in Stuttgart seinen ersten Poetry-Slam-Auftritt.
Ab 2017 spielte er sein erstes Soloprogramm Man muss die Dinge nur zu Ende. Den Abschluss des ersten Soloprogramms bildete der Auftritt beim 3satFestival 2019, der am 29. September 2019 auf 3sat ausgestrahlt wurde. Seit 2019 spielt er sein zweites Soloprogramm Mit der Kraft der Power.
Seit 2020 wirkt Bomelino als Sidekick von Torsten Sträter in der Comedy-Talkshow Sträter mit.

## Werke (Auswahl)

### Buch
- Das mittelgroße Aufmunterungsbuch. Ullstein Tb, Berlin 2020, ISBN 978-3-548-06198-6.

### Bühnenprogramme
- 2017–2019: Man muss die Dinge nur zu Ende
Live-Aufzeichnung beim 3satFestival 2019,[3] Erstausstrahlung am 29. September 2019[4] auf 3sat
- seit 2019: Mit der Kraft der Power[5]

### Moderation
- seit 2020: Rubrik Tino Bomelino in der Comedy-Talkshow Sträter im Ersten

## Auszeichnungen
- 2015: Gewinner NightWash Talent Award
- 2016: Gewinner NDR Comedy Contest
- 2017: Kabarett Kaktus München (2. Platz)
- 2018: Kleinkunstpreis Baden-Württemberg, Förderpreis
- 2022: Deutscher Kleinkunstpreis, Förderpreis der Stadt Mainz[6]